# Gon (manga)
Pour les articles homonymes, voir Gon.
Gon (ゴン) est un manga de Masashi Tanaka. Il a été prépublié dans le magazine Morning de l'éditeur Kōdansha puis relié en sept tomes de mars 1992 à mars 2002. Il a été traduit en plusieurs langues : en allemand par Kunst der Comics, en anglais par Kodansha Comics USA, en espagnol par Ediciones La Cúpula, en français par Casterman (dès 1995) puis Pika Édition (dès 2015), en portugais par Conrad, en suédois par Tago Förlag.
De nouveaux chapitres ont été publiés entre mars 2012 et février 2013 dans le magazine Monthly Afternoon. Une série télévisée d'animation de 50 épisodes a été diffusée entre avril 2012 et mars 2013.

## Synopsis
Gon découvre, avec une certaine naïveté, un environnement sauvage et essaie de s'approprier le mode de fonctionnement des autres animaux, tel un enfant humain. Il s'instruit en reproduisant des schémas de vie que ses précepteurs lui inculquent et s'ils sont faibles ou en danger, il les protège en échange car, contrairement aux apparences, Gon possède une force extraordinaire insoupçonnée. Cela lui est d'ailleurs fort utile, car il est confronté aux lois de la nature et doit sans cesse se battre pour survivre et manger.

## Personnage
Gon est un bébé tyrannosaure bourru, mais finalement très jovial. Sa caractéristique est son extrême force physique malgré sa petite taille. Il est aussi véloce et peut sauter assez loin (cf volume 1 et 2). C'est aussi un très bon nageur en plus de pouvoir rester en apnée fort longtemps. Il semble que l'essentiel de sa force soit concentré dans ses jambes puissantes et sa mâchoire qui lui permettent de s'accrocher et grimper aux parois, ou bien tout simplement de vaincre ses adversaires. Il lui arrive aussi de tirer profit de la solidité de son crâne en donnant des coups de tête féroces à ses ennemis. On note aussi une résistance et une grande capacité d'adaptation aux environnements que découvre Gon. Gon semble être particulièrement friand de poissons.
On ignore son origine, mais dans la mesure où les tyrannosaures vivaient en Amérique du Nord et en Mongolie, il peut être né dans l'un de ces endroits.

## Gon, le globe-trotter
Tout au long de son périple, Gon visite plein d'endroits. En voici une liste :
- L'Amérique du Nord
- Les Andes
- L'Amazonie
- La savane africaine
- Le Sahara
- L'Australie
- L'Antarctique

## Des airs d'encyclopédie naturelle
De nombreux animaux croisent le chemin de Gon. En voici une sélection :
- Le saumon rouge
- L'ours noir d'Amérique
- La hyène tachetée
- le gnou bleu
- Le serval
- Le caracal ou lynx du désert
- L'aigle royal
- Le koala
- Le kangourou
- Le chacal

## Autres apparitions
- Un jeu vidéo intitulé Gon est sorti en 1994 sur Super Famicom[5]. C'est un jeu de plateforme qui a la particularité de ne présenter aucune véritable musique, la bande son étant essentiellement composée de percussions frénétiques.
- Un jeu vidéo intitulé Gon Paku Paku Paku Paku Adventure est sorti en 2012 sur Nintendo 3DS[6].
- Gon est présent dans le jeu vidéo Tekken 3 en tant que personnage caché. Ses attaques reposent sur l'utilisation de pets toxiques et de flammes. Sa présence dans le tournoi n'est pas expliquée et il n'est pas précisé si elle est canonique. Son costume alternatif le montre portant une carapace de tortue et des gants de boxe bleus, faisant référence à un passage du manga où il décide de porter une carapace vide. On peut le voir résister aux flammes ou cracher de petites boules de feu.

## Prix et récompenses
- 1998 : Prix Eisner de la meilleure publication humoristique et de la meilleure édition américaine d'une œuvre internationale
- 2016 : Prix Spécial du Jury au 28e Festival de Solliès-Ville

### Documentation
- Jean-Pierre Fuéri, « GOn se le dise ! », BoDoï, no 26,‎ janvier 2000, p. 14.
- Paul Gravett (dir.), « De 1990 à 1999 : Gon », dans Les 1001 BD qu'il faut avoir lues dans sa vie, Flammarion, 2012 (ISBN 2081277735), p. 565.